# HCM Baia Mare
HCM Baia Mare a fost un club de handbal feminin din Baia Mare, România. Echipa s-a înființat în anul 1960 și de-a lungul anilor a avut mai multe denumiri: Constructorul (1960-1963 și 1965-1993), CSO (1963-1965), Șuiorul Construcții (1993-1996), Șuiorul AGECOM (1996-1998), AGECOM (1998-1999), Era (1999-2001), HC Selmont (2001-2005) și HCM Știința (2009-2011).
- Culori oficiale: roșu, alb, albastru.
- Echipament de joc : Kempa
- Sală: Sala Sporturilor „Lascăr Pană” din Baia Mare (2.060 locuri).

## Palmares[1]

### Intern
- Liga Națională:
  -  Campioană: 2014
  -  Medalie de argint: 1979, 2013, 2015, 2016
  -  Medalie de bronz: 1980

- Cupa României:
  -  Câștigătoare: 2013, 2014, 2015
  -  Medalie de argint: 1978, 1980
  -  Medalie de bronz: 2016
  - Semifinalistă: 2007

- Supercupa României:
  -  Câștigătoare: 2013, 2014, 2015

### European
- Liga Campionilor
  - Sfertfinalistă: 2015, 2016

- Cupa Cupelor:
  - Sfertfinalistă: 1997

- Cupa EHF:
  - Optimi: 2009

- Cupa Challenge:
  - Finalistă: 2003
  - Optimi: 2005

## Istoric[3][4][5][6][7][7][8][9][10][11]
Handbalul în Maramureș a pătruns în jurul anilor '50, primele echipe fiind înființate în Baia Mare și Sighet. Primul meci de handbal din Baia Mare a avut loc la inaugurarea  Stadionului "23 August", în deschiderea unui meci internațional de fotbal, în fața a peste 12.000 de spectatori, la data de 9 august 1953. Atunci s-au disputat două partide de handbal, între echipele de băieți și fete din Baia Mare și Sighet. Patru ani mai târziu s-au disputat și primele jocuri de handbal în 7, pe teren redus. În afara campionatelor școlare și a "Duminicilor cultural-sportive" handbalul se juca și în cadrul unor asociații sportive, unde se organizau campionate pe secții, ateliere sau schimburi. Una din acestea era AS Constructorul Baia Mare, care s-a înființat în 1960 și aparținea de Trustul de construcții Maramureș.
În 1967 Constructorul promovează în Divizia B, iar 8 ani mai târziu are o primă apariție, efemeră, în Divizia A ediția 1975-1976. Sub comanda antrenorului Constantin Popescu echipa băimăreană ocupă primul loc în Divizia B în 1978, revine în primul eșalon și joacă finala ediției inaugurale a Cupei României. Este învinsă de campioana țării, Universitatea Timișoara, cu 14-12. Constructorul devine vicecampioană națională în 1979, iar în sezonul următor câștigă medalia de bronz și joacă o nouă finală în Cupa României, pe care o pierde cu 16-14 în fața Științei Bacău. În acea perioadă a handbalului feminin băimărean la Constructorul jucau șase componente ale naționalei de senioare a României: Elisabeta Ionescu, Maria Bosi-Igorov, Hilda Hrivnak-Popescu, Niculina Iordache-Sasu, Mariana Iacob-Iluț și Larisa Cazacu.
După o perioadă fără rezultate care a durat peste un deceniu, cu două retrogradări, 1982 și 1987, în 1993 echipa este preluată  de Exploatarea Minieră Șuior și își schimbă denumirea în Șuiorul Construcții. Antrenorul Ioan Băban aduce în lot mai multe jucătoare provenite de la Clubul Sportiv Școlar nr. 2 Baia Mare, cu care obținuse în perioada 1990-1993 cinci medalii la campionatele naționale de junioare: două de aur și trei de bronz. În 1995 antrenorul Băban împreună cu jucătoarele băimărene Ildiko Kerekes și Cristina Mihai cuceresc titlul mondial cu naționala de tineret a României la Aracaju, în Brazilia. În ediția 1996-1997 echipa își schimbă din nou denumirea în Șuiorul AGECOM și debutează în cupele europene. Formația antrenată de Gheorghe Sbora și Sorin Rădulescu trece de primele două adversare din Cupa Cupelor, HC Kutaisi din Georgia și Sparta Helsinki din Finlanda, dar este eliminată în faza sferturilor de finală de VfB Leipzig din Germania. La Șuiorul AGECOM jucau în acea perioadă mai multe handbaliste care au evoluat de-a lungul anilor în naționala de senioare a României: Ildiko Kerekes, Carmen Buceschi, Cristina Mihai, Maria Pop, Nadina Dumitru, Victorina Stoenescu și Marinela Doiciu-Györffi. În sezonul 1998-1999 AGECOM retrogradeză și după un sezon în Divizia A revine în primul eșalon.
În 2001 gruparea băimăreană a fost la un pas de a se desființa după ce sponsorul principal, Era Project, și-a retras total susținerea financiară în plin campionat. Au salvat însă echipa ziariștii băimăreni grupați în Asociația Pro Sport. Având sprijinul unui grup de sponsori clubul s-a redresat financiar și a reușit să se salveze de la retrogradare sub conducerea antrenorilor Ion Gherhard și Nicolae Neșovici. În iulie 2001 Asociația Pro Sport a predat echipa omului de afaceri Marcel Mariș. Datorită locului cinci ocupat în ediția 2001-2002 a Ligii Naționale formația HC Selmont a revenit în cupele europene sub conducerea antrenorului Gheorghe Covaciu. El a fost însă înlocuit în debutul sezonului 2002-2003 cu Ion Gherhard. Tehnicianul care salvase echipa de la retrogradare în urmă cu un an pornea în Cupa Challenge. Deși a jucat meciurile din primele două tururi numai în deplasare, echipa pregătită de Ion Gherhard a eliminat pe Initia Hasselt din Belgia și Union FLAGA Korneuburg din Austria. Băimărencele au eliminat apoi în sferturi de finală pe Sport Athletique Merignac din Franța. După o înfrângere la 4 goluri suferită la Bordeaux, Selmont învinge acasă la o diferență de 6 goluri și se califică în semifinalele competiției. Fetele de la Selmont joacă în penultimul act al Cupei Challenge împotriva polonezelor de la Nata Gdansk. Prima manșă a fost câștigată de poloneze, cu 24-19, dar în polivalenta din Baia Mare HC Selmont se califică în finală după o victorie la 9 goluri, 27-18. În finala Challenge Cup, băimărencele au întâlnit redutabila formație Borussia Dortmund, care avea în componență patru jucătoare din naționala Germaniei, dar și trei jucătoare provenite din Olanda, Polonia și Slovacia. Meciul tur, cel disputat la Dortmund, a fost câștigat de Borussia cu 24-16. Returul s-a jucat în Baia Mare în fața a aproximativ 3500 de spectatori. Selmont n-a reușit să câștige decât cu 27-21 și a ratat șansa de a cuceri trofeul pus în joc. Băimărencele au luptat însă admirabil fiind aplaudate minute în șir după meci deși cupa a luat drumul Germaniei. Totuși, performanța echipei HC Selmont a fost excelentă, fiind singura grupare la jocurile sportive din România care a jucat o finală de cupă europeană în acel an. Dintre jucătoarele care au contribuit la acest parcurs european: Claudia Cetățeanu, Magda Kengyel, Laura Crăciun, Ana Maria Buican, Camelia Balint, Annamária Ilyés, Anca David, Florina Nicolescu, Oana Herman și Maria Pop. În 2004 Marcel Mariș se retrage de la conducerea clubului. Echipa băimăreană începe în ianuarie 2005 o nouă aventură europeană în Challenge Cup. Prima fază a competiției se dispută, în premieră, sub forma unor grupe de câte 4 echipe. Băimărencele câștigă turneul disputat pe teren propriu după ce înving în ordine pe LK Zug din Elveția, RK Skopje din Macedonia și Florgarden Sassari din Italia. Maramureșencele sunt eliminate apoi din competiția europeană pentru a treia oară de o grupare din Germania, de această dată fetele antrenate de Ion Gherhard fiind învinse de SV Buxtehude. Ambele partide s-au jucat în Germania, rezultatul meciurilor fiind 25-32 și 27-30.
În anul 2005 echipa își schimbă din nou denumirea în Handbal Club Municipal, iar președinte este ales fostul deputat Nicolae Bud. După un sezon, 2005-2006, încheiat la mijlocul clasamentului, echipa se califică din nou în cupele europene, în 2007, sub comanda lui Ioan Băban, care revine în Baia Mare după 10 ani în străinătate. HCM reușește în ediția 2006-2007 cea mai bună performanță internă din ultimul sfert de secol, locul 4 în Liga Națională și semifinale în Cupa României. Cu toate că era doar pe locul 9 după turul campionatului, HCM Baia Mare a avut un retur excelent, a câștigat 11 din cele 13 meciuri disputate, și s-a clasat în final pe locul 4, la numai un punct de medalia de bronz. Gruparea băimăreană a repetat același rezultat în următoarele două ediții de campionat, locul 4 în 2007-2008 și 2008-2009, după care au urmat două participări în Cupa EHF. În 2008 băimărencele au eliminat pe Skövde HF (Suedia), apoi au învins în Baia Mare cu 29-26 pe Ikast Bording din Danemarca, o victorie împotriva unei echipe în care au evoluat, printre altele, Gro Hammerseng, Katja Nyberg, Valerie Nicolas și Tania Milanovic. În retur, danezele au câștigat la 14 goluri diferență și s-au calificat în optimi. În sezonul 2008-2009 jucătoarele antrenate de Ioan Băban și Costică Buceschi au eliminat în primele două tururi ale Cupei EHF pe Dunărea Brăila și Milli Piyango (campioana Turciei). În luna februarie a anului 2009 echipa a ratat accederea în sferturile de finală, fiind eliminată de HC Leipzig (rezultate: 27-23 și 28-33) din cauza unui gol încasat în ultimele 10 secunde, dintr-o aruncare de la 7 metri.
Urmează trei sezoane în care austeritatea bugetului determină componența lotului. În ciuda bugetului modest, echipa băimăreană reușește să se mențină la mijloc de clasament. În 2009-2010, HCM termină pe locul 6, ratând locul 5, ultimul care asigura calificarea în cupe europene. Anul competițional următor înregistrează o cădere de două locuri în clasament, terminând sezonul 2010-2011 pe locul 8. Aceeași poziție îi aparține echipei băimărene în 2011-2012, primul an în care HCM-ul este condus de tandemul de antrenori format din Costică Buceschi și Magda Kovacs. În 2012-2013 echipa devine vicecampioana României și câștigă pentru prima dată Cupa României. Sezonul aduce prima participare în grupele Ligii Campionilor 2013-2014, primul trofeu de Supercupa României câștigat și primul event din istoria clubului înființat în 1960, titlul de campioană națională adus în premieră în Baia Mare în handbalul feminin și cucerirea Cupei României pentru a doua oară consecutiv. Din 2014, municipiul Baia Mare devine membru asociat la Clubul Sportiv HCM Baia Mare, având o pondere de 98% din patrimoniul inițial al clubului în noua structură.
În 2014, HCM Baia Mare a anunțat că, începând din sezonul 2014-2015, dorește să devină „un proiect național” și o echipă importantă care să evolueze în Liga Campionilor EHF Feminin.  Astfel, începând din luna ianuarie 2014, HCM Baia Mare a demarat o campanie de transferuri al cărei scop a fost aducerea la echipă a unor jucătoare valoroase alături de care conducerea clubului spera că se va putea atinge obiectivul dorit. Pentru clubul băimărean au semnat handbaliste precum Camilla Herrem, Valentina Ardean-Elisei, Alexandra do Nascimento și Bárbara Arenhart. Conducerea HCM a anunțat că această campanie de transferuri va continua. În plus, tot în acea perioadă au fost prelungite contractele cu alte handbaliste care au jucat în trecut în Liga Campionilor, precum Ada Nechita sau Paula Ungureanu..
Echipa va câștiga un nou titlu de vicecampioană, Cupa României și Supercupa României în sezonul 2014-2015. De asemenea va ajunge până în sferturile Ligii Campionilor. În sezonul 2015-2016 HCM Baia Mare devine vicecampioană națională, ajunge în semifinalele Cupei României și din nou, în sferturile Ligii Campionilor.
Echipa a jucat două sezoane la cel mai înalt nivel, atingând sferturile Ligii Campionilor EHF, dar s-a confruntat cu grave probleme financiare în anul competițional 2015-2016 și a înghețat plata obligațiilor către jucătoare. Până în martie 2016, clubul acumulase doar către handbaliste datorii în valoare de 500.000 de euro. În vara anului 2016, toate jucătoarele au părăsit gruparea, după ce unele din ele nu mai fuseseră plătite de opt luni.
Începând din sezonul 2016-2017, echipa nu mai există.

## Meciuri europene
Conform Federației Europene de Handbal și Federației Române de Handbal:
| Sezon   | Competiție       | Fază                                   | Club                         | Tur   | Retur | Total       |  |  |
| ------- | ---------------- | -------------------------------------- | ---------------------------- | ----- | ----- | ----------- |  |  |
|         |                  |                                        |                              |       |       |             |  |  |
| 1996-97 | Cupa Cupelor     | 1/16 de finală                         | HC Kutaisi                   | 51-10 | 45-8  | 96–18       |  |  |
| 1996-97 | Cupa Cupelor     | 1/8 de finală                          | Sparta Helsinki              | 36-19 | 36-29 | 72–48       |  |  |
| 1996-97 | Cupa Cupelor     | 1/4 de finală                          | VfB Leipzig                  | 26-19 | 16-26 | 42–45       |  |  |
|         |                  |                                        |                              |       |       |             |  |  |
| 2002-03 | Cupa Challenge   | Turul 3                                | Initia HC Hasselt            | 30-17 | 23-17 | 53–34       |  |  |
| 2002-03 | Cupa Challenge   | Turul 4                                | U FLAGA Korneuburg           | 32-24 | 29-14 | 61–38       |  |  |
| 2002-03 | Cupa Challenge   | 1/4 de finală                          | SA Merignacais HB            | 27-31 | 23-17 | 50–48       |  |  |
| 2002-03 | Cupa Challenge   | Semifinale                             | Nata AZS-AWFiS Gdansk        | 19-24 | 27-18 | 46–42       |  |  |
| 2002-03 | Cupa Challenge   | Finala                                 | Borussia Dortmund            | 16-24 | 27-21 | 43–45       |  |  |
|         |                  |                                        |                              |       |       |             |  |  |
| 2004-05 | Cupa Challenge   | Turul 3 (Grupa B)                      | LK Zug Handball              | 37–28 | 37–28 | Locul întâi |  |  |
| 2004-05 | Cupa Challenge   | Turul 3 (Grupa B)                      | RK Skopje                    | 31–21 | 31–21 | Locul întâi |  |  |
| 2004-05 | Cupa Challenge   | Turul 3 (Grupa B)                      | HC Florgarden                | 28–25 | 28–25 | Locul întâi |  |  |
| 2004-05 | Cupa Challenge   | 1/8 de finală                          | BSV Buxtehude                | 25-32 | 27-30 | 52–62       |  |  |
| 2004-05 | Cupa Challenge   |                                        |                              |       |       |             |  |  |
| 2007-08 | Cupa EHF         | Turul 3                                | Skövde HF                    | 23-13 | 30-22 | 53–35       |  |  |
| 2007-08 | Cupa EHF         | Turul 4                                | Ikast Bording Elite Handbold | 29-26 | 21-35 | 50–61       |  |  |
|         |                  |                                        |                              |       |       |             |  |  |
| 2008-09 | Cupa EHF         | Turul 2                                | HC Dunărea Brăila            | 27-31 | 33-23 | 60–54       |  |  |
| 2008-09 | Cupa EHF         | Turul 3                                | Milli Piyango SK             | 29-26 | 22-24 | 51–50       |  |  |
| 2008-09 | Cupa EHF         | 1/8 de finală                          | HC Leipzig                   | 27-23 | 28-33 | 55–56       |  |  |
|         |                  |                                        |                              |       |       |             |  |  |
| 2009-10 | Cupa EHF         | Turul 2                                | GAS Anagennisi Artas         | 37-23 | 36-37 | 73–60       |  |  |
| 2009-10 | Cupa EHF         | Turul 3                                | Rulmentul Brașov             | 37-28 | 26-31 | 63–59       |  |  |
| 2009-10 | Cupa EHF         | Turul 4                                | SPR Lublin SSA               | 27-30 | 19-24 | 46–55       |  |  |
|         |                  |                                        |                              |       |       |             |  |  |
| 2013-14 | Liga Campionilor | Turneul de calificare 2 (Grupa 3) / SF | Viborg HK                    | 26-25 | 26-25 | 26-25       |  |  |
| 2013-14 | Liga Campionilor | Turneul de calificare 2 (Grupa 3) / F  | Team Tvis Holstebro          | 36-23 | 36-23 | 36-23       |  |  |
| 2013-14 | Liga Campionilor | Faza grupelor (Grupa A)                | Thüringer HC                 | 29–36 | 20–19 | Locul patru |  |  |
| 2013-14 | Liga Campionilor | Faza grupelor (Grupa A)                | Győri Audi ETO KC            | 21–33 | 26–28 | Locul patru |  |  |
| 2013-14 | Liga Campionilor | Faza grupelor (Grupa A)                | Hypo Niederösterreich        | 24–23 | 20–23 | Locul patru |  |  |
|         |                  |                                        |                              |       |       |             |  |  |
| 2014-15 | Liga Campionilor | Faza grupelor (Grupa D)                | MKS Selgros Lublin           | 30–25 | 28–22 | Locul trei  |  |  |
| 2014-15 | Liga Campionilor | Faza grupelor (Grupa D)                | Metz Handball                | 24–34 | 23–24 | Locul trei  |  |  |
| 2014-15 | Liga Campionilor | Faza grupelor (Grupa D)                | Larvik                       | 23–24 | 26–31 | Locul trei  |  |  |
| 2014-15 | Liga Campionilor | Faza grupelor principale (Grupa 2)     | IK Sävehof                   | 28–26 | 34–24 | Locul trei  |  |  |
| 2014-15 | Liga Campionilor | Faza grupelor principale (Grupa 2)     | Győri Audi ETO KC            | 18–26 | 23–29 | Locul trei  |  |  |
| 2014-15 | Liga Campionilor | Faza grupelor principale (Grupa 2)     | Viborg HK A/S                | 31–30 | 32–22 | Locul trei  |  |  |
| 2014-15 | Liga Campionilor | Sferturi de finală                     | Dinamo-Sinara                | 25-23 | 25-30 | 50–53       |  |  |
|         |                  |                                        |                              |       |       |             |  |  |
| 2015-16 | Liga Campionilor | Turneul de calificare (Grupa 2) / SF   | BNTU-BelAZ Minsk Reg.        | 31-21 | 31-21 | 31-21       |  |  |
| 2015-16 | Liga Campionilor | Turneul de calificare (Grupa 2) / F    | Team Esbjerg                 | 32-21 | 32-21 | 32-21       |  |  |
| 2015-16 | Liga Campionilor | Faza grupelor (Grupa A)                | RK Krim Mercator             | 33–27 | 35–28 | Locul trei  |  |  |
| 2015-16 | Liga Campionilor | Faza grupelor (Grupa A)                | Larvik                       | 29–31 | 22–27 | Locul trei  |  |  |
| 2015-16 | Liga Campionilor | Faza grupelor (Grupa A)                | Rostov-Don                   | 20–22 | 26–27 | Locul trei  |  |  |
| 2015-16 | Liga Campionilor | Faza grupelor principale (Grupa 2)     | Fleury Loiret Handball       | 31–28 | 18–17 | Locul patru |  |  |
| 2015-16 | Liga Campionilor | Faza grupelor principale (Grupa 2)     | Thüringer HC                 | 25–23 | 38–27 | Locul patru |  |  |
| 2015-16 | Liga Campionilor | Faza grupelor principale (Grupa 2)     | FTC-Rail Cargo Hungaria      | 32–24 | 18–21 | Locul patru |  |  |
| 2015-16 | Liga Campionilor | Sferturi de finală                     | Budućnost                    | 24-29 | 25-32 | 49–61       |  |  |

## Sezoane recente
Conform Federației Române de Handbal și Federației Europene de Handbal:
Până în sezonul 1996-1997 primul eșalon al handbalului românesc s-a numit Divizia A (DA) iar al doilea eșalon s-a numit Divizia B (DB). Din sezonul 1997-1998 primul eșalon al handbalului românesc s-a numit Liga Națională (LN) iar al doilea eșalon s-a numit Divizia A (DA).
Cupa României s-a desfășurat începând cu sezonul 1977-1978. În sezoanele 1990-1991, 1999-2000, 2000-2001, 2004-2005, 2007-2008, 2008-2009, 2009-2010 și 2011-2012 nu a fost organizată.
Supercupa României s-a desfășurat începând cu sezonul 2006-2007. În sezoanele 2007-2008, 2008-2009, 2009-2010 și 2011-2012 nu a fost organizată.
Până în sezonul 1974-1975 Constructorul Baia Mare a evoluat în al doilea eșalon al handbalului românesc Divizia B (DB).
| Sezon   | Competiție națională | Loc    | Cupa României | Supercupa României | Competiție europeană | Competiție europeană |
| ------- | -------------------- | ------ | ------------- | ------------------ | -------------------- | -------------------- |
| 1960-61 | CA                   |        |               |                    |                      |                      |
| 1961-62 | CA                   |        |               |                    |                      |                      |
| 1962-63 | CA                   |        |               |                    |                      |                      |
| 1963-64 | CR                   | 2      |               |                    |                      |                      |
| 1964-65 | CR                   | 1      |               |                    |                      |                      |
| 1965-66 | CR                   | 1      |               |                    |                      |                      |
| 1966-67 | CR                   | 1      |               |                    |                      |                      |
| 1967-68 | DB                   | 7      |               |                    |                      |                      |
| 1968-69 | DB                   | 9      |               |                    |                      |                      |
| 1969-70 | DB                   | 8      |               |                    |                      |                      |
| 1970-71 | DB                   | 5      |               |                    |                      |                      |
| 1971-72 | DB                   | 4      |               |                    |                      |                      |
| 1972-73 | DB                   | 4      |               |                    |                      |                      |
| 1973-74 | DB                   | 2      |               |                    |                      |                      |
| 1974-75 | DB                   | 1      |               |                    |                      |                      |
| 1975-76 | DA                   | 11     |               |                    |                      |                      |
| 1976-77 | DB                   | 1      |               |                    |                      |                      |
| 1977-78 | DB                   | 1      | Finalistă     |                    |                      |                      |
| 1978-79 | DA                   | Argint |               |                    |                      |                      |
| 1979-80 | DA                   | Bronz  | Finalistă     |                    |                      |                      |
| 1980-81 | DA                   | 7      |               |                    |                      |                      |
| 1981-82 | DA                   | 11     |               |                    |                      |                      |
| 1982-83 | DB                   | 3      |               |                    |                      |                      |
| 1983-84 | DB                   | 7      |               |                    |                      |                      |
| 1984-85 | DB                   | 3      |               |                    |                      |                      |
| 1985-86 | DB                   | 1      |               |                    |                      |                      |
| 1986-87 | DA                   | 11     |               |                    |                      |                      |
| 1987-88 | DB                   | 10     |               |                    |                      |                      |

| Sezon   | Competiție națională | Loc    | Cupa României | Supercupa României | Competiție europeană | Competiție europeană |
| ------- | -------------------- | ------ | ------------- | ------------------ | -------------------- | -------------------- |
| 1988-89 | DB                   | 5      |               |                    |                      |                      |
| 1989-90 | DB                   | 1      |               |                    |                      |                      |
| 1990-91 | DA                   | 10     |               |                    |                      |                      |
| 1991-92 | DA                   | 9      |               |                    |                      |                      |
| 1992-93 | DA                   | 9      |               |                    |                      |                      |
| 1993-94 | DA                   | 5      |               |                    |                      |                      |
| 1994-95 | DA                   | 5      |               |                    |                      |                      |
| 1995-96 | DA                   | 5      |               |                    |                      |                      |
| 1996-97 | DA                   | 5      |               |                    | Cupa Cupelor         | Sfertfinalistă       |
| 1997-98 | LN                   | 8      |               |                    |                      |                      |
| 1998-99 | LN                   | 11     |               |                    |                      |                      |
| 1999-00 | DA                   | 1      |               |                    |                      |                      |
| 2000-01 | LN                   | 11     |               |                    |                      |                      |
| 2001-02 | LN                   | 5      |               |                    |                      |                      |
| 2002-03 | LN                   | 6      |               |                    | Cupa Challenge       | Finalistă            |
| 2003-04 | LN                   | 5      |               |                    |                      |                      |
| 2004-05 | LN                   | 10     |               |                    | Cupa Challenge       | Optimi               |
| 2005-06 | LN                   | 6      |               |                    |                      |                      |
| 2006-07 | LN                   | 4      | Semifinalistă |                    |                      |                      |
| 2007-08 | LN                   | 4      |               |                    | Cupa EHF             | Turul 3              |
| 2008-09 | LN                   | 5      |               |                    | Cupa EHF             | Optimi               |
| 2009-10 | LN                   | 6      |               |                    | Cupa EHF             | Turul 4              |
| 2010-11 | LN                   | 8      |               |                    |                      |                      |
| 2011-12 | LN                   | 8      |               |                    |                      |                      |
| 2012-13 | LN                   | Argint | Câștigătoare  | Câștigătoare       |                      |                      |
| 2013-14 | LN                   | Aur    | Câștigătoare  | Câștigătoare       | Liga Campionilor     | Faza grupelor        |
| 2014-15 | LN                   | Argint | Câștigătoare  | Câștigătoare       | Liga Campionilor     | Sfertfinalistă       |
| 2015-16 | LN                   | Argint | Locul trei    |                    | Liga Campionilor     | Sfertfinalistă       |

- CR - Campionat Regional
- CA - Campionat al Asociației sportive

## Lotul de jucătoare
Începând din sezonul 2016-2017, echipa HCM Baia Mare nu mai există. Ultima componență cunoscută, cea din sezonul 2015-2016 a Ligii Naționale, sezonul 2015-2016 a Cupei României și sezonul 2015-2016 a Ligii Campionilor:
| Portari - 12 Ionica Munteanu - 16 Iulia Dumanska - 30 Paula Ungureanu Extreme Extreme stânga - 06 Ana Maria Tănăsie - 15 Valentina Ardean-Elisei Extreme dreapta - 03 Alexandra do Nascimento - 77 Adriana Nechita Pivoți - 17 Katarina Ježić - 23 Timea Tătar | Intermediari Intermediari stânga - 09 Gabriella Szűcs - 10 Lois Abbingh - 11 Gabriela Perianu - 44 Gabriela Preda Intermediari dreapta - 05 Melinda Geiger - 88 Patricia Vizitiu Centri - 07 Allison Pineau - 22 Luciana Marin |

### Handbaliste împrumutate
- Mădălina Zamfirescu → HC Dunărea Brăila
- Bianca Tiron → HC Dunărea Brăila
- Aneta Udriștoiu → HC Dunărea Brăila
- Cynthia Tomescu → HCM Roman
- Andrada Maior Pașca → CSM Bistrița
- Alexandra Ciunt → CSM Bistrița
- Adriana Tămaș → CSM Bistrița
- Gabriela Perianu ← HC Dunărea Brăila

## Conducerea tehnică
Ultima formulă cunoscută a conducerii tehnice:
- Antrenor principal: Aurelian Roșca
- Director tehnic: Ioan Băban
- Maseur: Valentina Mitrașcă

## Conducerea administrativă

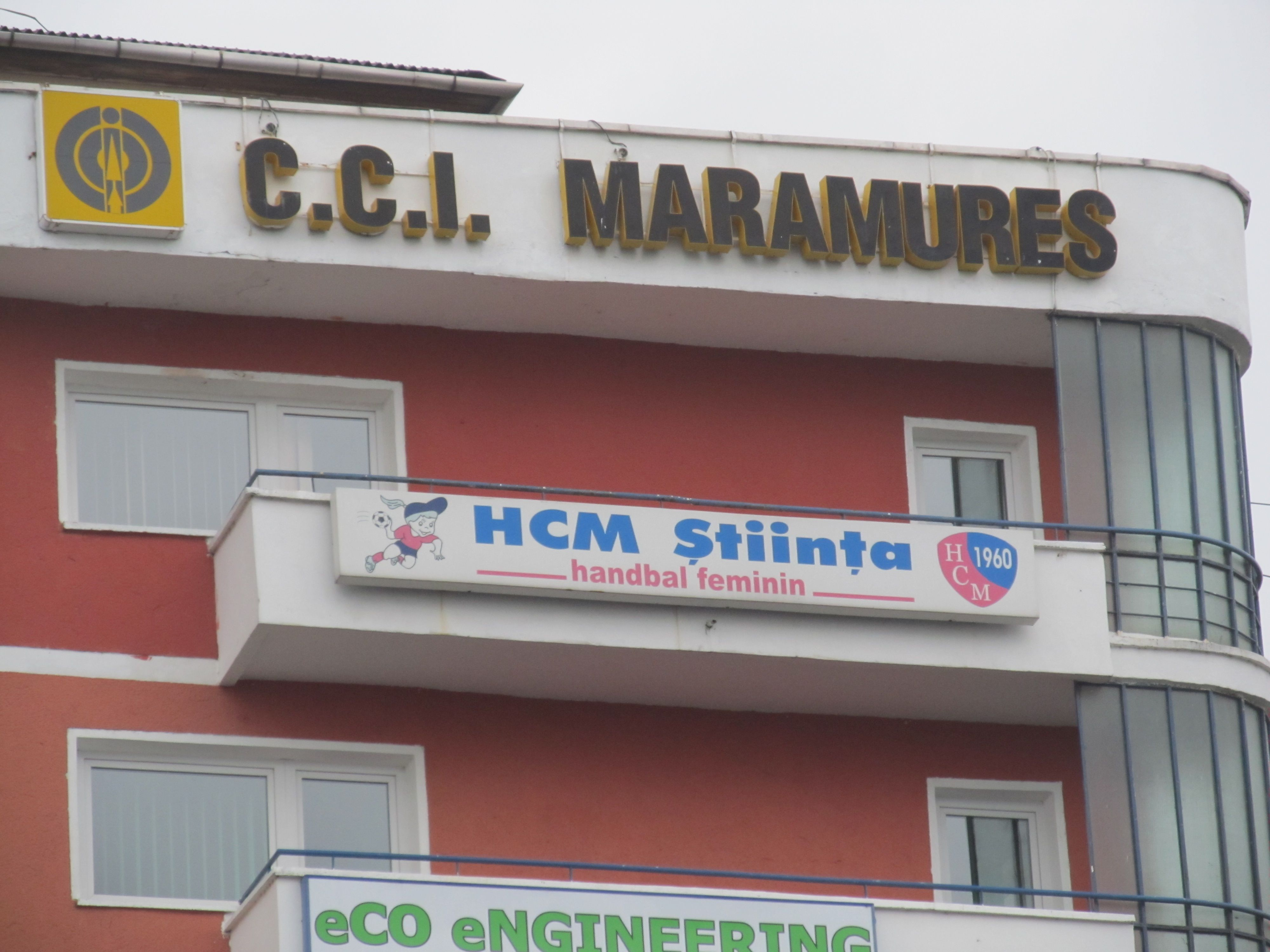
Clădirea din Bulevardul Unirii 16, Baia Mare, unde funcționează birourile clubului de handbal feminin HCM Baia Mare

Ultima formulă cunoscută a conducerii administrative:
- Președinte: Mircea Mecea
- Director executiv: Liviu Bala
- Director sportiv: Daniel Kotecz
- Secretar: Nicolae Făt
- Membru: Flaviu Leșe
- Membru: Ferenc Korponay
- Membru: Răducu Pop
- Membru: Ștefan Blașko

## Marcatoare în competițiile europene
Conform Federației Europene de Handbal și Federației Române de Handbal:
| Sezon   | Competiție       | Poz. | Nume                    | Goluri |
| ------- | ---------------- | ---- | ----------------------- | ------ |
|         |                  |      |                         |        |
| 2002-03 | Cupa Challenge   |      |                         |        |
| 2002-03 | Cupa Challenge   | 1    | Anamaria Buican         | 47     |
| 2002-03 | Cupa Challenge   | 2    | Annamária Ilyés         | 39     |
| 2002-03 | Cupa Challenge   | 3    | Camelia Balint          | 37     |
| 2002-03 | Cupa Challenge   | 3    | Laura Crăciun           | 37     |
| 2002-03 | Cupa Challenge   | 4    | Magalena Kengyel        | 31     |
| 2002-03 | Cupa Challenge   | 5    | Ana Maria David         | 22     |
| 2002-03 | Cupa Challenge   | 6    | Jenica Pop              | 17     |
| 2002-03 | Cupa Challenge   | 7    | Mădălina Cîrnaru        | 8      |
| 2002-03 | Cupa Challenge   | 8    | Florina Anca            | 6      |
| 2002-03 | Cupa Challenge   | 9    | Florina Nicolescu       | 5      |
| 2002-03 | Cupa Challenge   | 9    | Maria Pop               | 5      |
|         |                  |      |                         |        |
| 2004-05 | Cupa Challenge   |      |                         |        |
| 2004-05 | Cupa Challenge   | 1    | Magalena Kengyel        | 44     |
| 2004-05 | Cupa Challenge   | 2    | Melinda Geiger          | 26     |
| 2004-05 | Cupa Challenge   | 3    | Maria Pop               | 15     |
| 2004-05 | Cupa Challenge   | 4    | Jenica Pop              | 12     |
| 2004-05 | Cupa Challenge   | 5    | Ioana Ferenț            | 10     |
| 2004-05 | Cupa Challenge   | 5    | Raluca Pomohaci         | 10     |
| 2004-05 | Cupa Challenge   | 6    | Sorina Oșan             | 9      |
| 2004-05 | Cupa Challenge   | 7    | Oana Herman             | 8      |
| 2004-05 | Cupa Challenge   | 7    | Laura Crăciun           | 8      |
| 2004-05 | Cupa Challenge   | 8    | Olimpia Moldovan        | 3      |
| 2004-05 | Cupa Challenge   | 9    | Elena Nodiș             | 2      |
| 2004-05 | Cupa Challenge   | 10   | Adriana Șandor          | 1      |
|         |                  |      |                         |        |
| 2007-08 | Cupa EHF         |      |                         |        |
| 2007-08 | Cupa EHF         | 1    | Magdalena Kovacs        | 26     |
| 2007-08 | Cupa EHF         | 2    | Melinda Geiger          | 22     |
| 2007-08 | Cupa EHF         | 3    | Camelia Balint          | 21     |
| 2007-08 | Cupa EHF         | 4    | Carmen Buceschi         | 11     |
| 2007-08 | Cupa EHF         | 5    | Ioana Negria            | 9      |
| 2007-08 | Cupa EHF         | 6    | Georgeta Diniș-Vârtic   | 6      |
| 2007-08 | Cupa EHF         | 7    | Sorina Oșan             | 3      |
| 2007-08 | Cupa EHF         | 7    | Jenica Rudics           | 3      |
| 2007-08 | Cupa EHF         | 8    | Alexandra Rouă          | 2      |
|         |                  |      |                         |        |
| 2008-09 | Cupa EHF         |      |                         |        |
| 2008-09 | Cupa EHF         | 1    | Melinda Geiger          | 47     |
| 2008-09 | Cupa EHF         | 2    | Georgeta Diniș-Vârtic   | 32     |
| 2008-09 | Cupa EHF         | 3    | Camelia Balint          | 28     |
| 2008-09 | Cupa EHF         | 4    | Magdalena Kovacs        | 25     |
| 2008-09 | Cupa EHF         | 5    | Jenica Rudics           | 15     |
| 2008-09 | Cupa EHF         | 6    | Carmen Buceschi         | 8      |
| 2008-09 | Cupa EHF         | 7    | Gabriela Mihalschi      | 4      |
| 2008-09 | Cupa EHF         | 8    | Anca Amariei            | 3      |
| 2008-09 | Cupa EHF         | 8    | Lavinia Dobromir        | 3      |
| 2008-09 | Cupa EHF         | 9    | Anca Nechita            | 1      |
| 2008-09 | Cupa EHF         | 9    | Raluca Pomohaci         | 1      |
|         |                  |      |                         |        |
| 2009-10 | Cupa EHF         | 1    | Melinda Geiger          | 59     |
| 2009-10 | Cupa EHF         | 2    | Anca Amariei            | 23     |
| 2009-10 | Cupa EHF         | 2    | Camelia Balint          | 23     |
| 2009-10 | Cupa EHF         | 3    | Aneta Pârvuț            | 17     |
| 2009-10 | Cupa EHF         | 4    | Zsanett Borbély         | 13     |
| 2009-10 | Cupa EHF         | 5    | Jenica Rudics           | 11     |
| 2009-10 | Cupa EHF         | 6    | Cristina Pop            | 10     |
| 2009-10 | Cupa EHF         | 7    | Magdalena Kovacs        | 7      |
| 2009-10 | Cupa EHF         | 8    | Sorina Oșan             | 6      |
| 2009-10 | Cupa EHF         | 9    | Timea Tătar             | 5      |
| 2009-10 | Cupa EHF         | 10   | Lavinia Dobromir        | 4      |
| 2009-10 | Cupa EHF         | 11   | Raluca Pomohaci         | 3      |
| 2009-10 | Cupa EHF         | 12   | Carmen Buceschi         | 1      |
| 2009-10 | Cupa EHF         | 12   | Sabine Klimek           | 1      |
|         |                  |      |                         |        |
| 2013-14 | Liga Campionilor | 1    | Melinda Geiger          | 35     |
| 2013-14 | Liga Campionilor | 2    | Luciana Marin           | 26     |
| 2013-14 | Liga Campionilor | 3    | Adriana Nechita         | 23     |
| 2013-14 | Liga Campionilor | 3    | Timea Tătar             | 23     |
| 2013-14 | Liga Campionilor | 4    | Eliza Buceschi          | 20     |
| 2013-14 | Liga Campionilor | 5    | Jenica Rudics           | 15     |
| 2013-14 | Liga Campionilor | 6    | Aneta Pârvuț            | 14     |
| 2013-14 | Liga Campionilor | 7    | Renata Ghionea          | 12     |
| 2013-14 | Liga Campionilor | 8    | Laura Oltean            | 11     |
| 2013-14 | Liga Campionilor | 9    | Georgeta Diniș-Vârtic   | 6      |
| 2013-14 | Liga Campionilor | 10   | Diana Puiu              | 5      |
| 2013-14 | Liga Campionilor | 10   | Gabriella Szűcs         | 5      |
| 2013-14 | Liga Campionilor | 11   | Andrada Maior-Pașca     | 2      |
| 2013-14 | Liga Campionilor | 12   | Ana Maria Tănasie       | 1      |
| 2013-14 | Liga Campionilor | 12   | Cynthia Tomescu         | 1      |
|         |                  |      |                         |        |
| 2014-15 | Liga Campionilor | 1    | Alexandra do Nascimento | 50     |
| 2014-15 | Liga Campionilor | 2    | Valentina Ardean-Elisei | 45     |
| 2014-15 | Liga Campionilor | 2    | Eliza Buceschi          | 45     |
| 2014-15 | Liga Campionilor | 3    | Ekaterina Davîdenko     | 40     |
| 2014-15 | Liga Campionilor | 4    | Camilla Herrem          | 32     |
| 2014-15 | Liga Campionilor | 5    | Ksenia Makeeva          | 28     |
| 2014-15 | Liga Campionilor | 6    | Lois Abbingh            | 25     |
| 2014-15 | Liga Campionilor | 6    | Luciana Marin           | 25     |
| 2014-15 | Liga Campionilor | 7    | Elena Gjeorgjievska     | 24     |
| 2014-15 | Liga Campionilor | 8    | Anastasia Lobaci        | 20     |
| 2014-15 | Liga Campionilor | 9    | Adriana Nechita         | 16     |
| 2014-15 | Liga Campionilor | 10   | Gabriella Szűcs         | 6      |
| 2014-15 | Liga Campionilor | 10   | Timea Tătar             | 6      |
| 2014-15 | Liga Campionilor | 11   | Bianca Tiron            | 5      |
| 2014-15 | Liga Campionilor | 12   | Laura Oltean            | 2      |
| 2014-15 | Liga Campionilor | 13   | Bárbara Arenhart        | 1      |
|         |                  |      |                         |        |
| 2015-16 | Liga Campionilor | 1    | Allison Pineau          | 91     |
| 2015-16 | Liga Campionilor | 2    | Lois Abbingh            | 74     |
| 2015-16 | Liga Campionilor | 3    | Alexandra do Nascimento | 50     |
| 2015-16 | Liga Campionilor | 4    | Melinda Geiger          | 45     |
| 2015-16 | Liga Campionilor | 5    | Valentina Ardean-Elisei | 44     |
| 2015-16 | Liga Campionilor | 6    | Katarina Ježić          | 39     |
| 2015-16 | Liga Campionilor | 7    | Patricia Vizitiu        | 26     |
| 2015-16 | Liga Campionilor | 8    | Gabriela Perianu        | 21     |
| 2015-16 | Liga Campionilor | 9    | Adriana Nechita         | 16     |
| 2015-16 | Liga Campionilor | 10   | Ana Maria Tănasie       | 14     |
| 2015-16 | Liga Campionilor | 11   | Luciana Marin           | 11     |
| 2015-16 | Liga Campionilor | 12   | Timea Tătar             | 4      |
| 2015-16 | Liga Campionilor | 13   | Laura Oltean            | 4      |
| 2015-16 | Liga Campionilor | 14   | Elena Gjeorgjievska     | 2      |
| 2015-16 | Liga Campionilor | 15   | Gabriela Preda          | 1      |
| 2015-16 | Liga Campionilor | 15   | Gabriella Szűcs         | 1      |

| Poz. | Nume                              | Goluri |
| ---- | --------------------------------- | ------ |
|      |                                   |        |
| 1    | Melinda Geiger                    | 228    |
| 2    | Magalena Kengyel/Magdalena Kovacs | 133    |
| 3    | Camelia Balint                    | 109    |
| 4    | Alexandra do Nascimento           | 100    |
| 5    | Lois Abbingh                      | 99     |
| 6    | Allison Pineau                    | 91     |
| 7    | Valentina Ardean-Elisei           | 89     |
| 8    | Jenica Pop/Jenica Rudics          | 72     |
| 9    | Eliza Buceschi                    | 65     |
| 10   | Luciana Marin                     | 62     |
| 11   | Adriana Nechita                   | 55     |
| 12   | Anamaria Buican                   | 47     |
| 13   | Laura Crăciun                     | 45     |
| 14   | Georgeta Diniș-Vârtic             | 42     |
| 15   | Ekaterina Davîdenko               | 40     |
| 16   | Annamária Ilyés                   | 39     |
| 16   | Katarina Ježić                    | 39     |
| 17   | Timea Tătar                       | 38     |
| 18   | Camilla Herrem                    | 32     |
| 19   | Aneta Pârvuț                      | 29     |
| 20   | Ksenia Makeeva                    | 28     |
| 21   | Anca Amariei                      | 26     |
| 21   | Elena Gjeorgjievska               | 26     |
| 21   | Patricia Vizitiu                  | 26     |
| 22   | Ana Maria David                   | 22     |
| 23   | Gabriela Perianu                  | 21     |
| 24   | Carmen Buceschi                   | 20     |
| 24   | Anastasia Lobaci                  | 20     |
| 24   | Maria Pop                         | 20     |
| 25   | Sorina Oșan                       | 18     |
| 26   | Laura Oltean                      | 17     |
| 27   | Ana Maria Tănasie                 | 15     |
| 28   | Raluca Pomohaci                   | 14     |
| 29   | Zsanett Borbély                   | 13     |
| 30   | Renata Ghionea                    | 12     |
| 30   | Gabriella Szűcs                   | 12     |
| 31   | Ioana Ferenț                      | 10     |
| 31   | Cristina Pop                      | 10     |
| 32   | Ioana Negria                      | 9      |
| 33   | Mădălina Cîrnaru                  | 8      |
| 33   | Oana Herman                       | 8      |
| 34   | Lavinia Dobromir                  | 7      |
| 35   | Florina Anca                      | 6      |
| 36   | Gabriela Mihalschi/Gabriela Preda | 5      |
| 36   | Florina Nicolescu                 | 5      |
| 36   | Diana Puiu                        | 5      |
| 36   | Bianca Tiron                      | 5      |
| 37   | Olimpia Moldovan                  | 3      |
| 38   | Andrada Maior-Pașca               | 2      |
| 38   | Elena Nodiș                       | 2      |
| 38   | Alexandra Rouă                    | 2      |
| 39   | Bárbara Arenhart                  | 1      |
| 39   | Sabine Klimek                     | 1      |
| 39   | Anca Nechita                      | 1      |
| 39   | Adriana Șandor                    | 1      |
| 39   | Cynthia Tomescu                   | 1      |

## Marcatoare în competițiile naționale
| Sezon          | Nume | Goluri |
| -------------- | ---- | ------ |
|                |      |        |
| 2007-08        |      |        |
| Melinda Geiger | 109  |        |
|                |      |        |
| 2008-09        |      |        |
| Melinda Geiger | 147  |        |
|                |      |        |
| 2009-10        |      |        |
| Melinda Geiger | 197  |        |
|                |      |        |
| 2010-11        |      |        |
| Camelia Hotea  | 122  |        |
|                |      |        |
| 2011-12        |      |        |
| Aneta Pârvuț   | 121  |        |
|                |      |        |
| 2012-13        |      |        |
| Melinda Geiger | 142  |        |
|                |      |        |
| 2013-14        |      |        |
| Eliza Buceschi | 103  |        |
|                |      |        |
| 2014-15        |      |        |
| Camilla Herrem | 102  |        |
|                |      |        |
| 2015-16        |      |        |
| Katarina Ježić | 101  |        |

| Ediție                  | Nume | Goluri |
| ----------------------- | ---- | ------ |
|                         |      |        |
| 2010-11                 |      |        |
| Diana Puiu              | 9    |        |
|                         |      |        |
| 2012-13                 |      |        |
| Eliza Buceschi          | 22   |        |
|                         |      |        |
| 2013-14                 |      |        |
| Adriana Nechita         | 20   |        |
|                         |      |        |
| 2014-15                 |      |        |
| Valentina Ardean-Elisei | 17   |        |
|                         |      |        |
| 2015-16                 |      |        |
| Lois Abbingh            | 16   |        |

| Ediție                  | Nume | Goluri |
| ----------------------- | ---- | ------ |
|                         |      |        |
| 2012-13                 |      |        |
| Adriana Nechita         | 8    |        |
|                         |      |        |
| 2013-14                 |      |        |
| Eliza Buceschi          | 6    |        |
|                         |      |        |
| 2014-15                 |      |        |
| Alexandra do Nascimento | 7    |        |

## Antrenori
| Perioadă  | Echipa              | Antrenor principal               | Antrenor secund                         |
| --------- | ------------------- | -------------------------------- | --------------------------------------- |
| 1960-1963 | Constructorul       |                                  |                                         |
| 1963-1964 | CSO                 | Gheorghe Dichișan                | Ioan Marinescu                          |
| 1964-1965 | CSO                 | Gheorghe Dichișan                | Constantin Bogdan                       |
| 1965-1966 | Constructorul       | Gheorghe Dichișan                | Constantin Bogdan                       |
| 1966-1967 | Constructorul       | Gheorghe Dichișan                | Mircea Pascu                            |
| 1967-1968 | Constructorul       | Gheorghe Dichișan                |                                         |
| 1968-1969 | Constructorul       | Emil Tilicea                     |                                         |
| 1969-1970 | Constructorul       | Ovidiu Todor                     |                                         |
| 1970-1975 | Constructorul       | Ioan Tegen                       |                                         |
| 1975-1976 | Constructorul       | Ioan Tegen Gheorghe Ionescu      |                                         |
| 1976-1977 | Constructorul       | Constantin Popescu               | Gheorghe Ionescu                        |
| 1977-1980 | Constructorul       | Constantin Popescu               |                                         |
| 1980-1982 | Constructorul       | Ioan Tegen                       | Constantin Nica                         |
| 1982-1983 | Constructorul       | Ioan Tegen                       | Constantin Panțâru                      |
| 1983-1984 | Constructorul       | Ioan Tegen                       |                                         |
| 1984-1985 | Constructorul       | Constantin Panțâru               |                                         |
| 1985-1987 | Constructorul       | Gavril Mureșan                   | Constantin Nica                         |
| 1987-1988 | Constructorul       | Ioan Tegen                       | Constantin Nica                         |
| 1988-1989 | Constructorul       | Ioan Băban                       | Constantin Nica                         |
| 1989-1990 | Constructorul       | Constantin Nica                  |                                         |
| 1990-1991 | Constructorul       | Ioan Băban                       | Constantin Nica                         |
| 1991-1993 | Constructorul       | Ioan Băban                       |                                         |
| 1993-1995 | Șuiorul Construcții | Ioan Băban                       | Sorin Rădulescu                         |
| 1995-1996 | Șuiorul Construcții | Ioan Băban Constantin Panțâru    | Sorin Rădulescu Nicolae Tegzeș          |
| 1996-1997 | Șuiorul AGECOM      | Gheorghe Sbora Sorin Rădulescu   | Sorin Rădulescu                         |
| 1997-1998 | Șuiorul AGECOM      | Petre Avramescu                  | Sorin Rădulescu                         |
| 1998-1999 | AGECOM              | Petre Avramescu Gheorghe Covaciu | Sorin Rădulescu Viorel Haiduc           |
| 1999-2000 | ERA                 | Gheorghe Covaciu                 | Nicolae Neșovici                        |
| 2000-2001 | ERA                 | Nicolae Neșovici Ion Gherhard    | Ioan Marta Nicolae Neșovici             |
| 2001-2002 | HC Selmont          | Gheorghe Covaciu                 |                                         |
| 2002-2003 | HC Selmont          | Gheorghe Covaciu Ion Gherhard    |                                         |
| 2003-2004 | HC Selmont          | Ion Gherhard Sorin Rădulescu     |                                         |
| 2004-2005 | HC Selmont          | Ion Gherhard                     | Sorin Rădulescu                         |
| 2005-2006 | HCM                 | Ion Gherhard                     | Sorin Rădulescu Ioan Băban              |
| 2006-2007 | HCM                 | Ioan Băban                       | Ion Belu                                |
| 2007-2009 | HCM                 | Ioan Băban                       | Costică Buceschi                        |
| 2009-2010 | HCM Știința         | Ioan Băban                       | Costică Buceschi                        |
| 2010-2011 | HCM Știința         | Ioan Băban Ion Gherhard          | Lucian Ghiulai                          |
| 2011-2014 | HCM                 | Costică Buceschi                 | Magda Kovacs                            |
| 2014-2015 | HCM                 | Costică Buceschi Tone Tiselj     | Magda Kovacs Grega Karpan Luminița Dinu |
| 2015-2016 | HCM                 | Aurelian Roșca                   |                                         |

## Trofeul Maramureș
Trofeul Maramureș a fost competiția amicală de handbal feminin organizată de clubul HCM Baia Mare cu începere din anul 2006. Competiția nu a avut un format precis, de-a lungul anilor participând un număr variabil de echipe. În 2013, la ediția a 14-a, HCM Baia Mare a cucerit pentru a cincea oară trofeul și potrivit regulamentului competiției a intrat în posesia sa definitivă. Trofeul Maramureș a fost înlocuit de Baia Mare Champions Trophy din care s-a desfășurat o singură ediție, cea din 2014.
Edițiile Trofeului Maramureș:
| Ediția | Perioada             | Clasament |
| ------ | -------------------- | --- |
| 1      | 25-26 august 2006    | U Jolidon Cluj 2. HCM Baia Mare 3. HC Zalău 4. Mureșul Târgu Mureș 5. Universitatea Timișoara 6. HCM II Baia Mare |
| 2      | 1-2 decembrie 2006   | U Jolidon Cluj 2. Hódmezővásárhelyi NKC 3. HCM Baia Mare 4. DVSC                                                  |
| 3      | 3-4 august 2007      | HCM Baia Mare 2. DVSC 3. U Jolidon Cluj 4. CS Tomis Constanța 5. HC Zalău 6. Mureșul Târgu Mureș                  |
| 4      | 17-18 august 2007    | HCM Baia Mare 2. Hódmezővásárhelyi NKC 3. HC Zalău 4. CSȘ 2 Baia Mare                                             |
| 5      | 21-22 decembrie 2007 | HCM Baia Mare 2. Iuventa Michalovce 3. HC Zalău 4. ŽRK Čačak                                                      |
| 6      | 21-23 august 2008    | HCM Baia Mare 2. Hódmezővásárhelyi NKC 3. CSM Cetate Deva 4. HC Zalău 5. U Jolidon Cluj 6. ŽRK Čačak              |
| 7      | 6-8 august 2009      | HC Dunărea Brăila 2. HCM Știința Baia Mare 3. România tineret 4. Universitatea Reșița                             |
| 8      | 17-18 decembrie 2009 | Hódmezővásárhelyi NKC 2. Oltchim Râmnicu Vâlcea 3. HCM Știința Baia Mare 4. Békéscsabai Előre NKSE                |
| 9      | 20-21 august 2010    | Rulmentul Brașov 2. România tineret 3. HCM Știința Baia Mare 4. ŽRK Čačak                                         |
| 10     | 17-19 decembrie 2010 | Ferencváros Budapesta 2. HCM Știința Baia Mare 3. Ungaria tineret 4. România tineret                              |
| 11     | 18-21 august 2011    | U Jolidon Cluj 2. HC Dunărea Brăila 3. CSM București 4. Békéscsabai Előre NKSE 5. HCM Baia Mare                   |
| 12     | 28-29 decembrie 2011 | HC Zalău 2. HCM Baia Mare 3. U Jolidon Cluj 4. Békéscsabai Előre NKSE                                             |
| 13     | 24-25 august 2012    | U Jolidon Cluj 2. HC Zalău 3. HCM Baia Mare 4. Békéscsabai Előre NKSE 5. DVSC Fórum 6. HCM II Baia Mare           |
| 14     | 2-3 august 2013      | HCM Baia Mare 2. HC Zalău 3. DVSC Fórum 4. Iuventa Michalovce 5. SCM Craiova 6. U Jolidon Cluj                    |

## Baia Mare Champions Trophy
Baia Mare Champions Trophy a înlocuit Trofeul Maramureș deoarece, în 2013 HCM Baia Mare a cucerit pentru a cincea oară trofeul și potrivit regulamentului competiției a intrat în posesia sa definitivă. Baia Mare Champions Trophy a avut o singură ediție, cea din 2014.
| Ediția | Perioada          | Clasament |
| ------ | ----------------- | --- |
| 2014   | 15-17 august 2014 | HCM Baia Mare 2. FTC-Rail Cargo Hungaria 3. Astrahanocika Astrahan 4. Rostov-Don 5. Krim Mercator 6. Iuventa Michalovce |

## Foste jucătoare notabile
| - Elisabeta Ionescu - Maria Bosi-Igorov - Hilda Hrivnak-Popescu - Niculina Sasu-Iordache - Mariana Iacob-Iluț - Larisa Cazacu - Lăcrămioara Lazăr - Mirela Gheorghe - Ildikó Kerekes - Cristina Mihai - Carmen Buceschi - Maria Pop - Nadina Dumitru - Victorina Stoenescu - Marinela Doiciu-Győrffy - Magdalena Kengyel - Laura Crăciun - Ana-Maria Buican - Ana Maria Stecz | - Gabriela Rotiș - Diana Meiroșu - Anca David - Florina Nicolescu - Camelia Balint - Oana Bondar - Jenica Rudics - Georgeta Diniș-Vârtic - Eliza Buceschi - Claudia Cetățeanu - Laura Oltean - Paula Ungureanu - Valentina Ardean-Elisei - Adriana Nechita - Ionica Munteanu - Melinda Geiger - Ana Maria Tănăsie - Luciana Marin - Patricia Vizitiu | - Annamária Ilyés - Zsanett Borbély - Camilla Herrem - Anastasia Lobaci - Ksenia Makeeva - Ekaterina Davîdenko - Bárbara Arenhart - Gabriella Szűcs - Alexandra do Nascimento - Lois Abbingh - Katarina Ježić - Allison Pineau |

## Foști antrenori notabili
- Constantin Popescu
- Ioan Băban
- Gheorghe Sbora
- Gheorghe Covaciu
- Ioan Gherhard
- Costică Buceschi
- Tone Tiselj
- Aurelian Roșca